# Fuji
Fuji (japanski: 富士山 Fuji-san) je vulkanska planina visoka 3776 metara u središnjem dijelu otoka Honshu, ujedno i najviši vrh u Japanu. Nalazi se na sjecištu prefektura Shizuoka i Yamanashi, stotinjak kilometara zapadno od Tokija, te predstavlja glavni dio nacionalnog parka Fuji-Hakone-Izu. Zbog svoje slikovitosti i značaja koji ima za Japance, Fuji je postao jedan od najprepoznatljivijih simbola Japana.
Ime planine potječe iz Ainu jezika i znači „vječni život”. Posljednja erupcija je zabilježena 1707. godine, ali ga geolozi još uvijek svrstavaju u aktivne stratovulkane.
Fuji je također i sveta planina izvorne japanske religije, šintoizma Među Japancima postoji osjećaj osobne identifikacije s planinom, te stoga mnogobrojni Japanci u ljetnim mjesecima hodočaste do svetišta na vrh vulkana. Na vrhu se, pored svetišta, meteorološke postaje i poštanskog ureda nalazi i odmorište.
Ljepota usamljenog, često snijegom prekrivenog stratovulkana koji se uzdiže iznad tradicionalnih sela i jezera je tijekom povijesti bila čestim nadahnućem pjesnicima i slikarima, zbog čega je 2013. god. Fuji upisan na UNESCO-ov popis mjesta svjetske baštine u Aziji kao Fujisan, sveto mjesto i izvor umjetničkog nadahnuća.

## Zemljopisne odlike
Planina je dio vulkanske zone Fuji, koja se proteže od Marijanskih otoka, kroz poluotok Izu do sjevernog Honshua. Visina planine je 3.776 m, a okružuju je pet jezera: Kawaguchi, Yamanaka, Sai, Motosu i Shoji. Do planine se najlakše stiže vlakom, i to linijom Tokaido između Tokyja i Osake. Ako se do planine putuje linijom Shinkansen iz Tokyja u smjeru Nagoye, Kyotoa i Osake, najbolji pogled na planinu pruža se u blizini postaje Shin-Fuji s desne strane vlaka, 40-ak minuta nakon izlaska iz Tokyja.
- Satelitska fotografija Fujija
- Fuji iznad panorame Tokyja
- Fuji i visoravan Asagiri s planine Kenashi
- Fuji iznad jezera Yamanaka
- Uspon na Fuji, ograda služi da se spriječi erozija uslijed velikog broja posjetitelja

## Geološka povijest
Po predaji, vulkan Fuji je nastao potresom koji se dogodio 286. pr. Kr. No, stvarna starost Fujija je sporna i pretpostavlja se da je nastao u razdoblju kvartara s temeljima iz tercijara. Prve erupcije i prvi vrhovi pojavili su se prije 600.000 godina. Iako izgleda da je u pitanju jednostavan vulkan u obliku stošca, Fuji zapravo čine tri odvojena vulkana — Komitake, Ko Fuji i Shin Fuji. Najmlađi, Shin Fuji (Novi Fuji), je prvu erupciju imao prije oko 10.000 godina i od tada je nastavio tinjati uz povremene erupcije. Od tada su lava i ostale izlučevine iz ovog vulkana prekrile druga dva, povećavši nagib do sadašnjeg, što je planini dalo današnji konvergentni oblik.

### Erupcije
Rast mlađeg vulkana Fuji započeo je izbacivanjem velike količine lave prije 11.000 do 8.000 godina, što je izračunato prema 4/5 zapremine mlađeg vulkana. Manje eksplozivne erupcije bile su karakteristične za razdoblje od prije 8.000 do 4.500 godina, uz razdoblje velikog istjecanja lave prije 4.500 do 3.000 godina. Potom je došlo do pojave povremenih velikih eksplozivnih erupcija, s manjim istjecanjima lave i piroklastičnim potocima. Vrhunac erupcija dogodio se prije 3.000 do 2.000 godina, nakon čega su se aktivirali otvori na bočnim stranama. Široke bujice bazaltne lave potekle su s vrha, a neki od preko 100 otvora na bočnim stranama blokirali su prelijevanje prema tercijarnim Misaka planinama na sjevernoj strani vulkana, tvoreći pet jezera Fujija, danas popularnih izletišta. Posljednja potvrđena erupcija, erupcija Hōei, ovog pretežno bazaltnog vulkana dogodila se 16. prosinca 1707. godine i bila je najveća od svih prethodnih. Prekrila je Edo (Tokyo) pepelom i stvorila veliki novi krater na istočnoj strani.
Od tada nije bilo naznaka erupcije, no u večer 15. ožujka 2011. godine potres magnitude 6,2 pogodio južnu stranu planine Fuji, ali prema japanskom mateorološkom uredu nije bilo opasnosti od erupcije. Nakon velikog potresa i cunamija u Sendaiju 2011. god. mnogo je pozornosti posvećeno mogućnosti erupcije Fujija i Nacionalni istraživački geološki institut za sprječavanje nesreća je iznio u medije kako tlak u unutrašnjosti Fujija iznosi 1,6 megapaskala, viši nego tijekom posljednje erupcije 1707. god. No, kako je metoda mjerenja tlaka u unutrašnjosti vulkana špekulativna, a aktivni fumaroli i novootkriveni rasjedi tipični za ovu vrstu vulkana, njegova erupcija nije toliko skora kako se mislilo.

## Kulturne odlike
U 12. stoljeću Fuji je postao sjedištem obuke asketskog budizma koji je uključivao elemente šintoizma. Sve do 1.500 m Fujija rasprostiru se hodočasnički putovi i svetišta od kojih vodi hodočasnička staza sve do kratera, ali i mnoge staze do svetišta u podnožju planine, kao što su Asama-jinja ili Sengen-jinja svetišta (Kawaguchi, Murayama, Fujisan Hongu Sengen Taisha, Fuji Omuro, Subashiri, Suyama, Yamamiya). Na tim svetim stazama nalaze se i druga prirodna sveta mjesta, kao što su stupovi lave (Funatsu, Hitoana Fuji-ko Iseki), jezera (Yamanaka, Oshino Hakkai ili Okamaike), izvori (Oshino Hakkai), slapovi (Shiraito no Taki) i šume (borovik Mihonomatsubara), ali i druga mjesta kao što su plemićke drvene kuće (oshi) obitelji Osano i Togawa, koja su zaštićena svjetska baština UNESCO-a.
Japanska umjetnost pokazuje da su Japanci razvili jaku vezu s planinom Fuji. Od svih radova koji prikazuju planinu, najstariji sačuvani je crtež na kliznim vratima iz razdoblja Heian koji datira iz 11. st. Ostali značajni primjeri su: e-maki monogatari (priče ilustrirane na svitku), Fuji-sankei mandale kojima je planina obožavana i ukiyo-e drvoreze originalnog japanskog stila. Tom stilu pripadaju i slavne Hokusaijeve serije grafika Trideset šest pogleda na planinu Fuji i Stotinu pogleda na planinu Fuji, koje su imale snažan utjecaj na razvoj zapadne umjetnosti 19. st.

## Vanjske poveznice
- Fuji Sabo  Arhivirana inačica izvorne stranice od 21. lipnja 2013. (Wayback Machine), Službene stranice ministarstva infrastrukture i transporta (jap.)
- Fuji uživo s pet kamera prefekture Shizuoka
- Fujinomiya - povijest Fujija, usponi i dr. (engl.) (jap.) (šp.)
- Vulkan Fuji  Arhivirana inačica izvorne stranice od 5. siječnja 2013. (Wayback Machine), stranice Japanskog nacionalnog instituta naprednih znanostu i tehnologije (jap.)